# Carcábia

África Proconsular (125 d.C.)

A Diocese de Carcábia é uma sé titular da Igreja Católica Romana.
Historicamente, três bispos são mencionados como sendo de Carcábia:
- Os vitorianos participaram do Concílio de Cabarsussi, realizado em 393 por Maximiano, seita dissidente dos donatistas, e assinaram os atos; foi condenado, junto com os demais bispos, no Concílio Donatista de Bagai de 394.
- No Concílio de Cartago, o bispo donatista Donatiano participou. A diocese naquela época não tinha bispos católicos.
- Simplício compareceu ao sínodo em Cartago em 484 convocado pelo rei vândalo Hunerico, após o qual Simplício foi exilado.

Hoje, Carcábia sobrevive como bispado titular; o atual bispo é Manuel Nin, Exarca Apostólico da Grécia.